# Docker (oprogramowanie)
Docker – otwarte oprogramowanie służące do konteneryzacji, działające jako „platforma dla programistów i administratorów do tworzenia, wdrażania i uruchamiania aplikacji rozproszonych”.
Docker jest określany jako narzędzie, które pozwala umieścić program oraz jego zależności (biblioteki, pliki konfiguracyjne, lokalne bazy danych itp.) w lekkim, przenośnym, wirtualnym kontenerze, który można uruchomić na prawie każdym serwerze z systemem opartym na jądrze Linux. Kontenery wraz z zawartością działają niezależnie od siebie i nie wiedzą o swoim istnieniu. Mogą się jednak ze sobą komunikować w ramach ściśle zdefiniowanych kanałów wymiany informacji. Dzięki uruchamianiu na jednym wspólnym systemie operacyjnym, konteneryzacja oprogramowania jest znacznie lżejszym (mniej zasobochłonnym) sposobem uruchamiania aplikacji niż pełna wirtualizacja lub parawirtualizacja za pomocą wirtualnych systemów operacyjnych (patrz: typy wirtualizacji).

## Historia
Początkowo Docker był wewnętrznym projektem rozwijanym w firmie dotCloud przez Solomona Hykesa i Sebastiena Pahla. Pierwszy raz został uruchomiony w 2011 roku, natomiast w marcu 2013 roku Docker został udostępniony publicznie podczas konferencji PyCon w Santa Clara. Od tego czasu zyskuje coraz większą popularność: profil na portalu GitHub został oznaczony gwiazdką prawie 67,3 tysięcy razy, a członkowie społeczności dokonali ponad 19 tysięcy forków projektu.
W 2017 roku monolityczny kod Dokera został zmodularyzowany, nazwa nowego projektu to Moby, projekt na GitHubie także zmienił nazwę.